# Brachioppia triglochin
Brachioppia triglochin är en kvalsterart som först beskrevs av Balogh och Sandór Mahunka 1977.  Brachioppia triglochin ingår i släktet Brachioppia och familjen Oppiidae. Inga underarter finns listade.